# Drosophila nannoptera (artgrupp)
Drosophila nannoptera är en artgrupp inom släktet Drosophila och undersläktet Drosophila. Artgruppen består av fyra olika arter. Arterna inom artgruppen finns i Nord- och Sydamerikas ökenlandskap. Flera av arterna går att föda upp i laboratorium, men de kräver speciell föda.

## Arter inom artgruppen
- Drosophila acanthoptera
- Drosophila nannoptera
- Drosophila pachea
- Drosophila wassermani

## Släktskap
Fylogenetiskt träd som visar hur arterna inom artgruppen är besläktade med varandra baserat på deras polytena band.
|  | \| \| Drosophila nannoptera \| \| \| \| \| \| Drosophila wassermani \| \| \| \| |
|  |                                                                                 |
|  | Drosophila acanthoptera                                                         |
|  |                                                                                 |
|  | Drosophila nannoptera                                                           |
|  |                                                                                 |
|  | Drosophila wassermani                                                           |
|  |                                                                                 |

|  | Drosophila nannoptera |
|  |                       |
|  | Drosophila wassermani |
|  |                       |

|  | \| \| Drosophila nannoptera \| \| \| \| \| \| Drosophila wassermani \| \| \| \| |
|  |                                                                                 |
|  | Drosophila acanthoptera                                                         |
|  |                                                                                 |
|  | Drosophila nannoptera                                                           |
|  |                                                                                 |
|  | Drosophila wassermani                                                           |
|  |                                                                                 |

|  | Drosophila nannoptera |
|  |                       |
|  | Drosophila wassermani |
|  |                       |